# Rắn hổ đất Delacour
Rắn hổ đất Delacour (danh pháp khoa học: Plagiopholis delacouri) là một loài rắn trong họ Rắn nước. Loài này được Angel mô tả khoa học đầu tiên năm 1929.